# Irene Casagrande
Irene Casagrande (Vittorio Veneto, 5 ottobre 1996) è un'attrice italiana.

## Biografia
Inizia a recitare sin da piccola, dimostrando passione per l'arte drammatica. Formatasi all'accademia teatrale "Lorenzo Da Ponte", nel 2013 è tra i protagonisti della prima stagione della serie televisiva In Treatment, accanto a Sergio Castellitto. Successivamente, nella seconda metà del decennio, interpreta Oriana Fallaci da giovane nella miniserie L'Oriana (2015) di Marco Turco, partecipa in un ruolo ricorrente alle serie 1992, 1993 e 1994, tutte e tre a fianco di Stefano Accorsi, ed è nel cast della terza stagione di Una grande famiglia.

## Filmografia

### Cinema
- Uno per tutti, regia di Mimmo Calopresti (2015)
- Atlas, regia di Niccolò Castelli (2021)
- L'uomo materasso, regia di Fulvio Risuleo (2021) – cortometraggio
- Romanzo radicale, regia di Mimmo Calopresti (2021)
- Tre piani, regia di Nanni Moretti (2021)
- Per niente al mondo, regia di Ciro D'Emilio (2022)
- La tentazione di esistere, regia Fabio Pellegrinelli (2023)

### Televisione
- In Treatment – serie TV, 7 episodi (2013)
- L'Oriana, regia di Marco Turco – miniserie TV (2015)
- Io tra 20 anni – webserie (2015)
- 1992 – serie TV, episodi 1x01-1x02-1x07 (2015)
- Una grande famiglia – serie TV, 8 episodi (2015)
- 1993 – serie TV, 5 episodi (2017)
- Non uccidere – serie TV, episodio 2x13 (2018)
- 1994 – serie TV, episodio 3x01 (2019)
- Il processo – serie TV, 8 episodi (2019)
- Vivi e lascia vivere – serie TV (2020)

## Teatro
- Ragazze interrotte, regia E. Fainello (2010)
- Humaniplicity, regia E. Fainello (2011)
- Storia di una ragazza che non doveva chiamarsi Veronica, regia E. Fainello (2013)
- Le donne di Tebe, regia E. Fainello (2014)
- Sogno di una notte di mezza estate, regia E. Fainello (2015)
- Hamlet, regia di E. Fainello (2015)
- Triptico, regia di I. Cutifani (2015)
- Il peso specifico di una carezza, regia di Irene Casagrande (2017)
- 4 colpi alla porta, regia di Irene Casagrande (2017)